# Pompeius
Gnaeus Pompeius Magnus (29. září 106 př. n. l. – 28. září 48 př. n. l.), někdy zmiňován jako Pompeius Veliký, byl význačný vojevůdce a neméně obratný politik na sklonku existence římské republiky. Ačkoli pocházel z italského venkova, jeho vojenské úspěchy, za něž mu diktátor Lucius Cornelius Sulla udělil cognomen Magnus – Veliký, mu zajistily místo mezi římskou nobilitou.
Pompeius vystupoval jako úhlavní soupeř Marca Licinia Crassa a spojenec Gaia Julia Caesara. Tito tři muži ovládli politickou scénu v době pozdní římské republiky, když spolu uzavřeli tzv. první triumvirát. Po Crassově smrti se vzájemný vztah mezi Pompeiem a Caesarem změnil v nepřátelství, které posléze přerostlo v občanskou válku, v níž se utkali o vládu nad římským státem. Pompeius, podporovaný optimáty, konzervativní a tradicionalistickou frakcí v římském senátu, nakonec Caesarovi podlehl. Nato uprchl do Egypta, kde však byl úkladně zavražděn.

## Život

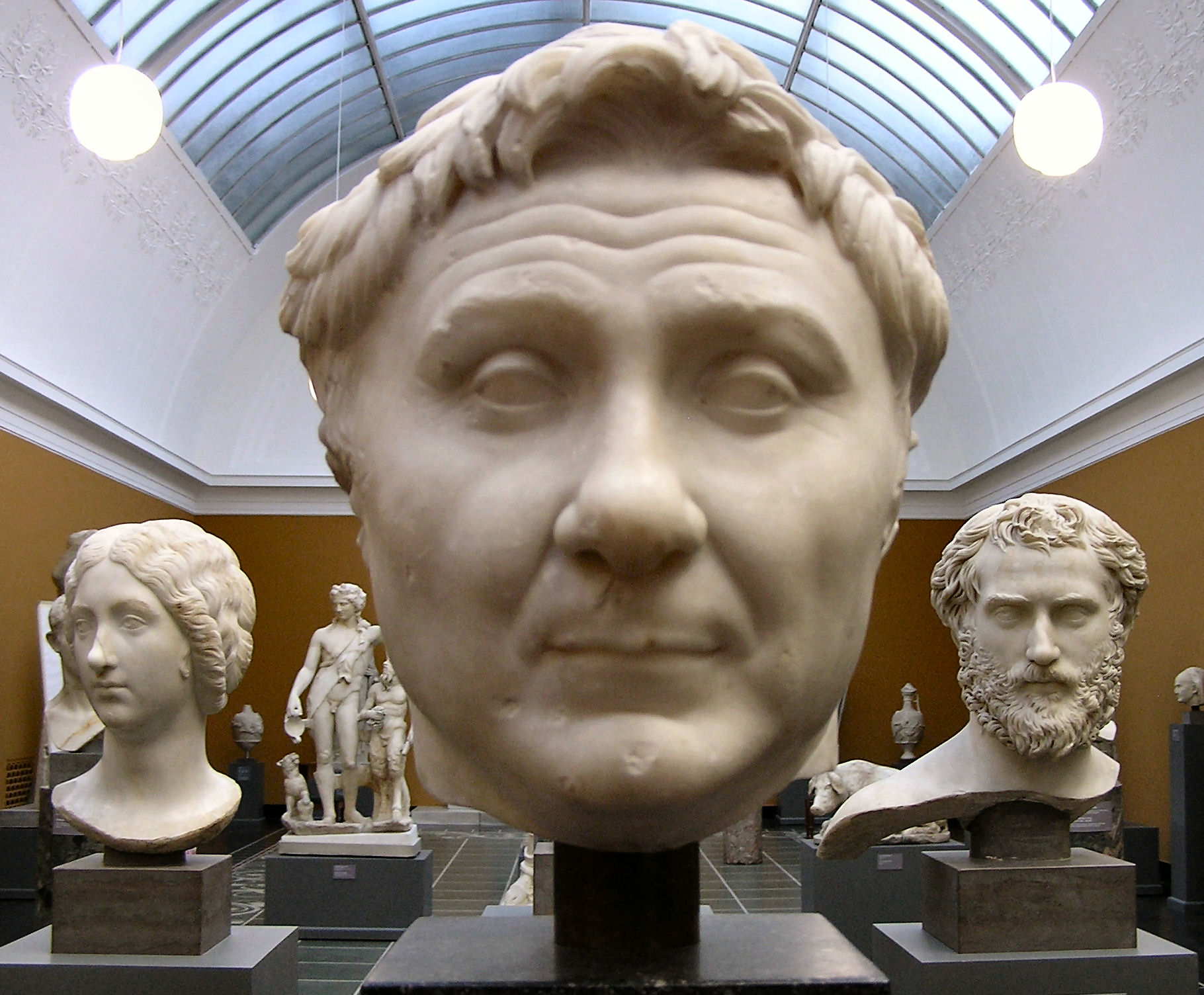
Gnaeus Pompeius Magnus

### Mládí a politické začátky
Pompeiův otec Pompeius Strabo byl neobyčejně bohatý muž, jenž pocházel z italského regionu Picenum. Nenáležel tedy ke starobylým římským rodům, které dominovaly římské politice, i přes tuto nevýhodu však dokázal vystoupat po jednotlivých stupních kariéry římského politika (cursus honorum). V roce 104 př. n. l. zastával quaesturu, v roce 92 př. n. l. působil jako praetor a v roce 89 př. n. l. vykonával úřad konzula. 
Právě v této době krátce poté, co dokončil své vzdělávání, byl mladý Pompeius povolán ke službě ve spojenecké válce. Ve věku sedmnácti let se po otcově boku zúčastnil bojů proti povstalým Italům a plně se zapojil do otcových politických a vojenských záležitostí, v čemž pokračoval až do Strabonovy smrti o dva roky později. Podle Plútarcha, který projevoval vůči Pompeiovi jisté sympatie, byl velmi populární a svým vzhledem prý připomínal Alexandra Velikého.
Na počátku konfliktu mezi Gaiem Mariem a Luciem Corneliem Sullou zemřel Pompeiův otec, který tak mladíkovi přenechal kontrolu nad rodinným majetkem. Mariovci ovládali po několik dalších let Itálii, takže Pompeiovi, který patřil k aristokratické straně, nezbylo než se stáhnout do pozadí. Když se pokusil vrátit do Říma, byl ihned obžalován ze zpronevěry válečné kořisti, avšak byl zproštěn obvinění. K jeho osvobození patrně přispěla skutečnost, že byl zasnouben s Antistií, dcerou soudce. Když se v roce 84 př. n. l. roznesla zpráva, že Sulla je na cestě zpět do Itálie, Pompeius se okamžitě odebral do Picena a odvedl zde vojsko o síle tří legií z veteránů, kteří sloužili pod jeho otcem. Po Sullově příchodu o rok později se Pompeius přidal na jeho stranu. Sullovi bylo zřejmé, že o vládu nad Římem bude muset svést boj s mariovci, jimž stál v čele Gnaeus Papirius Carbo. Tři Pompeiovy legie se za této situace jevily jako vítaná posila. Teprve třiadvacetiletý Pompeius (který prokázal své vojenské schopnosti, když prakticky obklíčen čelil mariovcům) se úspěšně připojil se svými muži k Sullovi, takže mu Sulla vzdal úctu přiznáním titulu imperator. Toto spojenectví výrazně urychlilo Pompeiovu budoucí politickou kariéru, neboť Sulla se zanedlouho chopil absolutní moci v římském státě dosažením hodnosti diktátora. Pompeia poté přesvědčil, aby se rozvedl, načež ho oženil se svojí nevlastní dcerou Aemilií Scaurou (třebaže byla těhotná se svým stávajícím manželem), čímž si chtěl svého mladého spojence více připoutat.

### Sicílie a Afrika
Přestože kvůli svému mladému věku zatím nevykonával žádný veřejný úřad (takový občan se nazýval privatus), byl Pompeius velice bohatý muž a talentovaný generál, který toužil po slávě a moci. Během pokračujících bojů v Itálii se Pompeius vyznamenal jako jeden z nejschopnějších Sullových velitelů. Proto když se válka v Itálii chýlila ke konci, vyslal Sulla Pompeia na Sicílii a do Afriky, jež doposud ovládali mariovci. Pompeius snadno opanoval Sicílii v roce 82 př. n. l. Tento ostrov byl strategicky velmi významný, jelikož představoval hlavní zdroj obilí pro Řím. Bez kontroly Sicílie hrozilo městskému obyvatelstvu hladovění, což by mělo zřejmě za následek lidové bouře. Pompeius se s odporem na ostrově vypořádal se značnou tvrdostí, když nechal popravit Gnaea Papiria Carbona a mnohé jeho stoupence. Když si tamější občané stěžovali na jeho způsoby, pronesl Pompeius jeden ze svých nejslavnějších výroků: „Necitujte nám zákony, když třímáme meče v rukou!“ Pompeius rychle rozdrtil mariovské síly na Sicílii a v roce 81 př. n. l. se vypravil do Afriky, kde porazil Gnaea Domitia Ahenobarba a numidského náčelníka Hiarba.
Po této nepřetržité sérii vítězství byl Pompeius svými vojáky prohlášen imperatorem. V této době obdržel také přezdívku adulescentulus carnifex („mladistvý zabiják“) kvůli nelítostnosti, s níž zacházel se svými nepřáteli. V témže roce se vrátil zpět do Říma, kde byl nadšeně uvítán lidem, načež ho Sulla obdařil přízviskem Magnus („Veliký“). Většina římských historiků ovšem Sullu podezírala, že tento přídomek myslel čistě ironicky.
Pompeiova ctižádostivost však nebyla plně uspokojena poctami, jichž se mu dostalo, a za svá africká vítězství požadoval triumf. Sulla nejprve odmítal. Když se ale Pompeius zdráhal rozpustit své legie a navíc se přiblížil k hradbám Říma, Sulla ustoupil Pompeiově neodbytnosti a dopřál mu, oč žádal. Aby však srazil Pompeiovu domýšlivost, uspořádal nejdříve vlastní triumf, po němž byla poskytnuta stejná výsada i Metellu Piovi. Pompeius tak oslavil svůj triumf až jako třetí v pořadí, přičemž Římané byli častým pořádáním těchto velkolepých slavností již poněkud znuděni. Pompeius se prý pokusil vstoupit do města na voze vlečeném slonem, nicméně toto velké zvíře nemohlo projít bránou, což spolu s dalšími komplikacemi Pompeia značně roztrpčilo.

### Boj se Sertoriem a Spartakem

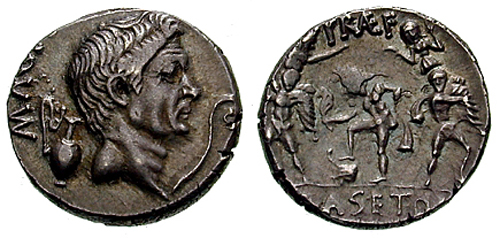
Pompeius na minci vyražené jeho synem Sextem Pompeiem.

Pompeiova reputace zdatného vojevůdce byla ještě utužena po potlačení Lepidova povstání (kterého původně podporoval jako uchazeče o konzulát, navzdory Sullovu odporu). Třebaže dosud nebyl zvolen konzulem, domáhal se nyní Pompeius prokonzulského imperia, neboť chtěl válčit s posledním mariovským generálem Sertoriem, který nalezl útočiště v Hispánii. Aristokraté v senátu se však začali obávat rostoucí moci tohoto mladého a úspěšného velitele a zdráhali se ho vybavit příslušnou pravomocí. Pompeius na to ale odpověděl, že nepropustí své legionáře, dokud mu nebude svěřeno velení. Kromě toho Sertorius již tři roky úspěšně odolával Quintu Caeciliu Metellu Piovi, jednomu z nejschopnějších Sullových generálů, a bylo tudíž nezbytné odeslat do Hispánie posily. Senát se po velkém váhání a bez nejmenšího nadšení rozhodl vyslat Pompeia v hodnosti prokonzula proti Sertoriovi.
Pompeius strávil v Hispánii dalších pět nebo šest let (76 až 71 př. n. l.), avšak ani on, ani Metellus nedokázali nad Sertoriem dosáhnout jasného vítězství či rozhodné převahy na bojišti. Válka skončila teprve, když Sertoria jeden z jeho vlastních důstojníků Marcus Perperna v roce 72 př. n. l. zrádně zavraždil. Perperna byl následně Pompeiem poražen v první bitvě, v níž se střetli. Celá Hispánie byla podrobena na počátku roku 71 př. n. l. V měsících po Sertoriově smrti prokázal Pompeius veliký talent při organizaci správy dobyté provincie. Svým spravedlivým a velkorysým zacházením si zjednal přízeň provinciálů v celé Hispánii.
Koncem roku 71 př. n. l., zatímco se Crassus vypořádával s povstáním otroků, vedených Spartakem, přibyl Pompeius se svojí armádou do Itálie. Při svém pochodu k Římu narazil na zbytky Spartakova vojska a zajal kolem 5000 otroků, kteří přežili rozhodující bitvu s Crassem na řece Silarus. Pompeius tyto uprchlíky pobil do jednoho, pročež si nárokoval zásluhu na konečném potlačení povstání. Tento jeho čin ale rozlítil Crassa, který byl skutečným vítězem nad Spartakem. Pompeiovi nespokojení rivalové, především Crassus, prohlašovali, že si Pompeius zcela neoprávněné přisvojil zásluhu na vítězství, ačkoli se na bojišti objevil prakticky až po skončení války. Rostoucí nepřátelství mezi Crassem a Pompeiem mělo přetrvat celé další desetiletí. Jejich vzájemná řevnivost zneklidňovala Římany, zvláště když oba přitáhli v čele svých vojsk k Římu, neboť mnozí si dobře vzpomínali na strašlivé boje mezi Mariem a Sullou.
Přestože Pompeius dosud nezastával quaesturu ani praeturu a nedosáhl ani zákonného věku (dokonce ani nebyl přítomen v Římě), ucházel se po příchodu do Itálie o úřad konzula. Jeho vojenská sláva mu zajistila popularitu mezi lidmi a jeho obdivovatelé v něm viděli nejlepšího velitele své doby. Jelikož bylo známo, že optimáti pohlížejí na Pompeia s velikou nevraživostí, mnoho lidí ho přestalo pokládat za příslušníka této strany, přičemž doufali, že se díky němu dočkají navrácení práv a výsad, o něž byli připraveni Sullou. 31. prosince 71 př. n. l. vstoupil Pompeius do Říma v triumfálním voze a oslavil tak již svůj druhý triumf, tentokrát za vítězství v Hispánii. Ještě předtím byl ve věku třiceti pěti let poprvé zvolen konzulem. Jeho úspěch mu zkalila jedině skutečnost, že za jeho kolegu v úřadě byl zvolen Crassus.

### Konzulát, tažení proti pirátům
Během svého konzulátu se Pompeius otevřeně rozešel s nobilitou a získal si tak ještě větší popularitu mezi prostými Římany. Pompeius byl od nynějška oblíbencem lidu, v důsledku čehož se optimáti stavěli velmi podezřívavě k jakémukoli jeho záměru. Pompeius navrhl a prosadil zákon navracející tribunům lidu jejich pravomoc, jíž jim odňal Sulla. Rovněž se svojí autoritou zasadil o přijetí zákona Lex Aurelia, navrženého praetorem Luciem Aureliem Cottou, podle něhož bylo půjčování na úrok dovoleno senátorům, jezdcům a tribunům státní pokladny (aerarium), čímž byli senátoři zbaveni exkluzivity, kterou jim zajistil Sulla. Při uskutečňování obou těchto opatření získal Pompeius podporu Caesara, s nímž díky tomu navázal blízké kontakty. Po nadcházející dva roky (69 a 68 př. n. l.) setrval Pompeius v Římě. Jeho výjimečné postavení ve státě bylo ještě umocněno, když byl dvakrát po sobě mimořádně ustaven prokonzulem, což byl do té doby v římských dějinách jev nevídaný.
V roce 67 př. n. l., dva roky po skončení jeho konzulátu, byl Pompeius jmenován velitelem námořních sil, s nimiž měl vést tažení proti pirátům, tehdy výrazně ohrožujícím plavbu ve Středozemním moři. Stejně jako u téměř kterékoli Pompeiovy úřední funkce i udělení tohoto velení předcházela vzrušená diskuze. Konzervativní frakce v senátu se obávala Pompeiova vlivu a podezírala ho z touhy po samovládě. Optimáti se proto za každou cenu snažili zamezit Pompeiovu jmenování. Proti nim stála hrstka senátorů spolu s Caesarem, která podporovala Pompeia. Za této situace navrhl tribun lidu Aulus Gabinius lidovému shromáždění zákon Lex Gabinia, jenž přiznával Pompeiovi velení v boji proti pirátům. Za tímto účelem byl vybaven zvláštní pravomocí absolutní kontroly nad mořem a pobřežím až do hloubky 50 mil do vnitrozemí. Současně byl nadřazen všem vojenským velitelům na Východě. Senátoři proti návrhu vystupovali s krajní úporností, nakonec však byl díky enormnímu uplácení hlasujících schválen.
Piráti byli v této době pány Středomoří, kteří nejenže vydrancovali četná města na pobřeží Řecka a Asie, ale dokonce se odvažovali podnikat nájezdy i na samotnou Itálii. Jakmile se Pompeius chopil velení, zahájil rozsáhlé válečné přípravy, jež byly během několika zimních měsíců rychle dokončeny. Jeho plán byl korunován rychlým a úplným úspěchem. Pompeius rozdělil celé Středomoří do třinácti oddělených zón a v každé z nich svěřil vedení námořních operací jednomu ze svých legátů. V pouhých čtyřiceti dnech byla celá západní polovina Středozemního moře vyčištěna od pirátů a námořní komunikace mezi Hispánií, Afrikou a Itálií byly obnoveny. Pompeius poté pronásledoval hlavní část pirátů k jejich pevnostem na pobřeží Kilíkie a po zničení jejich lodí, přiměl většinu z nich pod příslibem udělení milosti ke kapitulaci. Mnoho z nich bylo usídleno ve městě Soli, které se od těch dob nazývalo Pompeiopolis. Během třech krátkých měsíců v létě roku 66 př. n. l. tak Pompeius zbavil Středomoří hrozby, jež je sužovala po desetiletí. Přitom projevil výjimečnou disciplínu, důkladnost a organizační schopnosti. Rychlost, s níž se vypořádal s piráty, dokazovala, že Pompeius byl talentovaný generál na zemi i na moři, jehož operace byly výtečně logisticky zabezpečeny. Tento znamenitý Pompeiův počin přiměl Cicerona k sepsání oslavné panegyriky. Pompeius se tak v tomto okamžiku stal hrdinou římské republiky.

### Pompeius na Východě
Ve zbytku roku 66 př. n. l. a na počátku následujícího se Pompeius věnoval navštěvováním měst v Kilíkii a v Pamfýlii, kde dohlížel na správu nově dobytých území. Během své nepřítomnosti v Římě byl Pompeius nominován za nástupce Lucia Licinia Luculla ve vedení války s pontským králem Mithridatem. Lucullus, jenž pocházel ze starobylého patricijského rodu, byl podrážděn představou, že bude nahrazen „novým člověkem“ (homo novus), jakým byl podle něho Pompeius. Ten pak nazval Luculla „Xerxem v tóze“. Lucullus oplatil Pompeiovi tuto urážku, když ho označil za „supa“ sytícího se z dovršeného díla druhých. Tím narážel na někdejší Pompeiovu účast ve válce proti Spartakovi. Návrh zákona propůjčujícího Pompeiovi vedení války na Východě byl předložen tribunem lidu Gaiem Maniliem. Podporu mu ve svém řečnickém projevu vyjádřil taktéž Cicero. Stejně jako v případě Gabiniova zákona i tentokrát se proti návrhu postavila konzervativní většina v senátu, i nyní byl však zákon navzdory odporu senátu schválen podplaceným lidovým shromážděním. Mithridatova vojenská moc byla zlomena předchozí sérií Lucullových vítězství, Pompeiovi tudíž připadla povinnost završit již vyhraný boj. Spíše než doražením poraženého nepřítele se Pompeius zabýval organizací podmaněných východních zemí a politickým uspořádáním celého východního Středomoří.
Po Pompeiově příchodu se Mithridatés pokusil zastavit jeho postup, avšak pontské vojsko bylo Pompeiovými legionáři snadno rozdrceno. Mithridatés poté s malým doprovodem uprchl na východ do Arménie. Jelikož mu ale arménský král Tigranés Veliký odmítl poskytnout azyl, rozhodl se Mithridatés ustoupit do nitra Kolchidy, odkud prchal dále do svých držav při Kimmerském Bosporu. Pompeius nyní napřel své síly proti Tigranovi, ten se mu ale bez boje podrobil a uzavřel s ním mírovou smlouvu, čímž Římané získali vítaného spojence proti Parthům. V roce 65 př. n. l. se Pompeius vydal pronásledovat Mithridata, setkal se však s houževnatým odporem Iberů a obyvatel Albánie. Poté, co dorazil až k řece Fasis (dnešní Rioni v Gruzii), upustil od dalšího postupu a vydal se zpět do Pontu, kde přezimoval. Nedlouho po návratu ze vzdálených zemí při Kavkazu spojil Pompeius v roce 64 př. n. l. Pontus s Bithýnií v jednu provincii. Při podrobování místního obyvatelstva obratně využíval zdejších řeckých autorit. Koncem roku pronikl Pompeius do Sýrie, která byla formálně ovládána Seleukovci. Posledních šedesát let se však seleukovská říše nacházela v nepřetržité krizi, přičemž soupeřící členové královské dynastie ovládali jednotlivé části země. Obrovské bohatství Sýrie lákalo sousedící národy, především Parthy a Araby. Pompeius se proto rozhodl nastolit zde v zájmu Říma pořádek. Po menších peripetiích byla Sýrie anektována a přeměněna v římskou provincii. Pretendenti o královský trůn byli zbaveni moci a na místo nich byli dosazeni římští úředníci, neboť ustavení klientského království se nejevilo vzhledem ke zdejším poměrům jako spolehlivé řešení. Pompeius tak vytvořil nárazník, chránící nově získaná území v Malé Asii před potenciálními nepřáteli Římanů v Orientu.

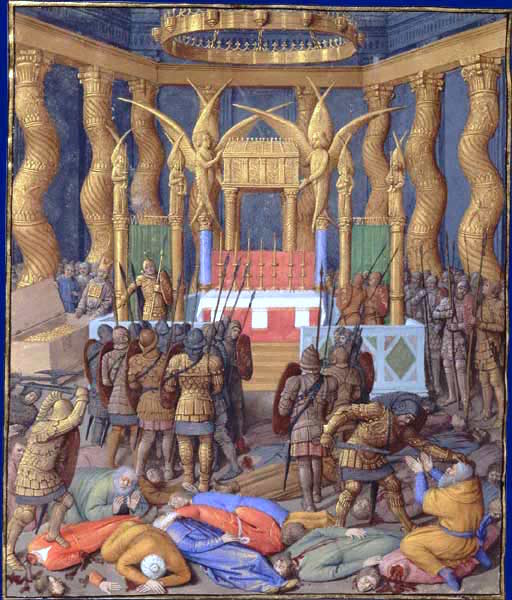
Pompeius v jeruzalémském Chrámu od Jeana Fouqueta

Po urovnání záležitostí v Sýrii postoupil v dalším roce hlouběji na jih, přičemž podrobil římské autoritě Fénicii, Koile Sýrii a Judsko. Ta byla v těchto časech zmítána občanskou válkou mezi dvěma bratry z dynastie Hasmonejců: Hyrkánem a Aristobúlem. Vnitřní nestabilita Judeje přímo vybízela k zásahu zvenčí, zvláště když se obě soupeřící strany ochotně ucházely o Pompeiovu pomoc. Bezelstný Hyrkános posléze obdržel Pompeiovu podporu, což podle všeho Aristobúlos akceptoval. Když však Pompeius podnikl menší tažení proti Nabatejcům, Aristobúlovi stoupenci obsadili Jeruzalém a odmítli uznat Hyrkánovu vládu. Římané, podporovaní Hyrkánovou frakcí, ihned nato sevřeli město obležením. Po třech měsících vstoupil Pompeius do Jeruzaléma a dosadil Hyrkána na trůn. Ačkoli si tedy Judea zachovala i nadále formální nezávislost, Hyrkános nyní vděčil za svou vládu Římanům, pročež se stal jejich vazalem podobně jako Tigranés. Při této příležitosti navštívil Pompeius jeruzalémský Chrám, neboť se chtěl přesvědčit o pravdivosti příběhů, jež slyšel o židovském náboženství. Kvůli ukojení své zvědavosti pátral v nejposvátnějším místě Židů po soše nebo obraze jejich Boha, jelikož bylo pro něho nepochopitelné, že by někdo mohl uctívat boha, který by nebyl žádným způsobem fyzicky zpodobněn. V Chrámu však nenalezl ani žádnou sochu, ani náboženský obraz, nýbrž pouze svitky tóry, což ho uvedlo do rozpaků.
Během pobytu v Judeji se Pompeius doslechl o Mithridatově sebevraždě. Po Tigranově kapitulaci a Mithridatově smrti sahal systém římských protektorátů daleko na východ k Černému moři a ke Kavkazu. Množství kořisti a darů dopravených Pompeiem zpět do Říma bylo skutečně nezměrné. Podle Plútarcha přibylo ve státní pokladně 20 000 talentů zlata a stříbra. Pompeiova administrativní opatření na Východě byla natolik propracovaná, že přetrvala takřka beze změn ještě po celé další jedno století. V důsledku Pompeiových kampaní v letech 65 až 62 př. n. l. si Římané zajistili nadvládu nad velkou částí Asie. Jím ujednané smlouvy s východními králi a jím stanovená organizace nových východních provincií, které zohledňovaly geografické a politické zvláštnosti jednotlivých zemí, vedly k vytvoření nové a stabilní východní hranice římského státu.

### Návrat do Říma
Svůj třetí triumf za vítězství nad piráty a na Východě oslavil Pompeius 29. září roku 61 př. n. l., v den svých 45. narozenin. Jednalo se prý o nezapomenutelnou a velkolepou událost, během níž bylo po dva dny předváděno ohromné bohatství získané v taženích, dále byli vedeni zajatci a předváděny výjevy znázorňující bitevní scény. Roční příjem Říma se v důsledku nezměrné kořisti a tributu vybíraného od východních králů skoro zdvojnásobil. Pompeius prý při triumfu obdaroval mnohé obyvatele Říma, čímž si ještě upevnil svoji již tak vysokou popularitu. Pompeius předešel obavám senátorů, že opředen gloriolou vítěze na Východě bude chtít uchopit moc v Římě jako diktátor a rozpustil svoje vojsko. Třebaže se nacházel na vrcholu moci, byl Pompeius téměř pět let mimo Řím a během této doby se v římské politice začala prosazovat řada nových jedinců. Zatímco byl zaměstnán válčením v Asii, v Římě se odehrálo Catilinovo spiknutí, při němž musel Caesar čelit podezření ze strany Cicerona a optimátů v čele s Catonem mladším. Caesara v jeho počínající slibné politické kariéře finančně podpořil Crassus, Pompeiův dávný kolega a nepřítel. Pompeius proto nyní hledal nové spojence, kteří by mu dopomohli zpět na výsluní v římské politice. Optimáti, kteří měli rozhodující vliv na chod senátu a republiky, zůstávali vůči Pompeiovi i přes jeho smířlivost lhostejní. Pompeiovo uspořádání poměrů na Východě nebylo prozatím akceptováno, stejně tak veřejná půda přislíbená veteránům tažení nebyla poskytnuta. Pompeiova frustrace z postupu optimátů jej přiměla, aby se ucházel o podporu jinde.

### Caesar a první triumvirát
Třebaže si Pompeius s Crassem vzájemně nedůvěřovali, jejich rozhořčení je nakonec vehnalo do aliance s Caesarem. Podobně jako nároky Pompeiových veteránů byly v této době zamítnuty i požadavky Crassových klientů. Crassus proto uzavřel spojenectví s Caesarem, jenž se právě vrátil z Hispánie a hodlal kandidovat na úřad konzula pro rok 59 př. n. l. Caesar následně usmířil Crassa s Pompeiem a ti pak společně dopomohli Caesarovi k vytouženému konzulátu. Obdařen touto hodností Caesar prosadil nároky obou. Neformální svazek těchto tří mužů se od té doby nazývá prvním triumvirátem. Plútarchos cituje ve svém díle Catona mladšího, podle něhož Pompeiova tragédie netkvěla v tom, že byl poraženým nepřítelem Caesara, nýbrž že byl po tak dlouhou dobu Caesarovým přítelem a stoupencem. Spojenectví s Caesarem nevyneslo Pompeiovi pouze půdu pro veterány a schválení jeho opatření na Východě, ale také novou manželku, jíž se stala Caesarova jediná dcera Julie. Pompeius záhy zcela propadl své krásné ženě. Když si Caesar zajistil velení v Galii získáním prokonzulského imperia, Pompeiovi byla udělena správa Vzdálenější Hispánie (kterou ovšem vykonával prostřednictvím svých zástupců), dále mu byl v hodnosti curator annonae svěřen dohled nad kritickou zásobovací situací Říma obilím. Ačkoli si v této funkci počínal výtečně, politicky mu spojení s Crassem a Caesarem mnoho prospěchu nepřineslo.
Nepřátelství optimátů k Pompeiovi ještě vzrostlo, když byl Cicero Caesarovým stoupencem Publiem Clodiem přinucen k odchodu do vyhnanství. Teprve když Clodius začal napadat samotného Pompeia, zasadil se Pompeius v roce 57 př. n. l. o povolání Cicerona zpět do Říma. Po svém návratu napřel vděčný Cicero své vyhlášené řečnické schopnosti k lichocení Pompeiovi, i přesto ale mnozí senátoři pohlíželi na Pompeia jako na zrádce pro jeho spolčení s Caesarem. Někteří jedinci se snažili Pompeia přesvědčit, že proti němu Crassus osnuje spiknutí. Objevovaly se též pověsti (zmiňované Plútarchem) o tom, že letitý dobyvatel ztratil zájem o veřejné záležitosti a raději dával přednost domácímu životu se svojí mladou manželkou. Pompeius byl v této době zaměstnán stavbou obří budovy, známé později jako Pompeiovo divadlo, jež se nacházela na Martově poli (Campus Martius) a která byla prvním divadlem, jaké bylo v Římě postaveno.
Mezitím si Caesar svým vojenským géniem a velkolepými úspěchy v Galii vydobyl všeobecné uznání a slávu. Někdy kolem roku 56 př. n. l. se vzájemná pouta mezi triumviry oslabila. Caesar proto vyzval nejprve Crassa a po něm i Pompeia k tajnému setkání v severoitalském městě Lucca, kde triumvirové rozvážili svoji další strategii. Caesar už ovšem nevystupoval v roli podřízeného třetího partnera. V Lucce bylo sjednáno, že Pompeius a Crassus budou v roce 55 př. n. l. společně zastávat konzulát a Caesarovi bude prodlouženo jeho imperium o dalších pět let. Crassus měl po uplynutí funkčního období obdržet správu Sýrie (z níž hodlal vést válku proti parthské říši), kdežto Pompeius měl nadále působit jako místodržitel Hispánie. Při prosazování těchto plánů se ale proti triumvirům zvedla silná opozice, zajištění Pompeiova a Crassova zvolení si tudíž vyžádalo značné finanční prostředky při podplácení voličů. Příznivci triumvirů pak obdrželi většinu ostatních významných úřadů. Současně probíhající násilnosti mezi Clodiem a jinými frakcemi vedly k vážným občanským nepokojům.

### Rozpad triumvirátu
V roce 54 př. n. l. zemřela během porodu Pompeiova manželka Julie. Rok poté byl Crassus zabit v čele svého vojska Parthy v bitvě u Karrh. Spojenectví mezi Pompeiem a Caesarem navíc utrpělo několik dalších úderů. Římský lid považoval nyní Caesara za nejudatnějšího římského velitele, což Pompeia nepochybně hnětlo. Veřejný neklid v Římě vedl k úvahám, zda by Pompeius neměl být ustaven diktátorem k obnovení práva a pořádku. Tyto spekulace musely znepokojovat pro změnu Caesara. Po Juliině smrti se proto Caesar pokusil o obnovení manželské aliance s Pompeiem, když mu nabídl svoji praneteř Octavii (sestru Gaia Octavia, budoucího císaře Augusta). Pompeius však tentokrát odmítl. V roce 52 př. n. l. se místo toho oženil s Cornelií Metellou, dcerou Quinta Caecilia Metella Scipiona, jednoho z Caesarových nejzarytějších nepřátel. Touto událostí tak byla stvrzena prohlubující se roztržka mezi Pompeiem a Caesarem a Pompeiův pozvolný příklon k optimátům. Ti se rozhodli podporovat Pompeia, neboť ho považovali za menší ze dvou zel. V témže roce došlo k vraždě Publia Clodia a k požáru budovy římského senátu (Curia Hostilia), jíž podpálila rozvášněná římská lůza. Senátoři poté Pompeia požádali o obnovení klidu, přičemž si Pompeius počínal velice nemilosrdně. Během soudního líčení s Titem Anniem Milonem, který byl obviněn z vraždy Clodia, pronikli na Forum Pompeiovi vojáci, takže Cicero, který obhajoval Milona, nebyl schopen dokončit svoji řeč. Po nastolení pořádku však nedůvěřivý Cato mladší, obávající se poskytnout Pompeiovi diktátorskou pravomoc, vystoupil s návrhem ustavit Pompeia jediným konzulem (consul sine collega). Pompeiovi tak byly uděleny rozsáhlé, nikoli však neomezené kompetence.
Zatímco se Caesar potýkal v Galii s Vercingetorigem, Pompeius prosadil sérii zákonů, jimiž šel na ruku konzervativním senátorům nepřátelským vůči Caesarovi. V rámci pokračujícího zavádění legislativních a vojenských reforem předložil Pompeius rovněž návrh zákona, kterým by bylo možné zpětně stíhat uplácení při volbách – tento čin byl Caesarovými příznivci správně interpretován jako pokus o Caesarovo předvolání k soudu po skončení jeho imperia. Pompeius dále zabránil Caesarovi ucházet se o konzulát in absentia, třebaže v minulosti byl takový postup mnohokrát připuštěn. Pokud by byl totiž Caesar zvolen, vyhnul by se takřka jisté obžalobě. Konečně v roce 51 př. n. l. Pompeius navrhl, aby Caesarovi nebyla dovolena účast na volbách, dokud nerozpustí svoji armádu. To by však Caesara ponechalo zcela bezbranného vůči jeho nepřátelům. Jak Cicero poznamenal, Pompeius se začal obávat Caesara. Konflikt mezi oběma muži byl od tohoto okamžiku neodvratný.

### Občanská válka a smrt

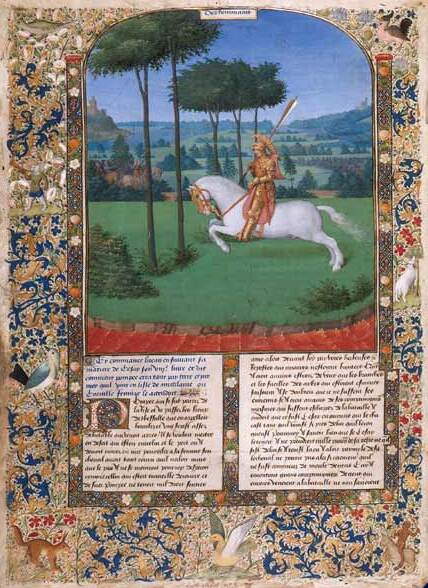
Pompeiův útěk z Farsálu od Jeana Fouqueta

Po vypuknutí nepřátelství Pompeius prohlašoval, že pouhým dupnutím shromáždí vojsko a zažene Caesara. Ten však všechny zaskočil svojí smělostí, když doprovázen jedinou legií překročil 10. ledna roku 49 př. n. l. pohraniční řeku Rubikon a vstoupil do Itálie. Nato Pompeius nařídil vyklidit Řím. Většina senátorů uprchla spolu s ním na jih do Brundisia, odkud Pompeius zamýšlel přesunout válku proti Caesarovi do Řecka, kde by zatím zkonsolidoval svoje síly. Caesar následoval Pompeia do Brundisia, ten mu však těsně unikl po moři na východ, načež se Caesar stal pánem Itálie. Při ústupu zanechali senátoři v Římě státní poklad, uložený v Saturnově chrámu. Zřejmě mylně předpokládali, že se Caesar na něj neodváží vztáhnout ruku.
Zatímco se Pompeius opevňoval v Řecku, konal přípravy k válce a cvičil své nezkušené muže, Caesar využil zaneprázdněnosti svého rivala k rychlému tažení do Hispánie, jež se stále nacházela v moci Pompeiova izolovaného vojska. Po Caesarově vítězství u Ilerdy v létě 49 př. n. l. byli pompeiovci vytlačeni z Pyrenejského poloostrova. V lednu dalšího roku se Caesar vylodil s menší armádou v Épeiru. V průběhu obléhání Dyrrhachia Pompeius znovu nabyl sebedůvěru, když nad Caesarem dosáhl jasného vítězství. Jelikož však v kritickém momentu upustil od pronásledování již poražených Caesarových vojáků, promarnil jedinečnou šanci Caesara zničit. Podle Plútarcha okomentoval sám Caesar tuto bitvu slovy: „Dnešního dne mohli nepřátelé skončit válku, kdyby jejich velitel uměl vítězit.“ Caesar se pak s Pompeiem v patách vydal na dlouhý pochod směrem na jih. Konečné střetnutí svedli Pompeius a Caesar u Farsálu v Thesálii v srpnu 48 př. n. l. Pompeius, který disponoval takřka dvojnásobným vojskem, se pokusil o obchvat Caesarova pravého křídla, avšak byl odražen. Rozhořčený boj poté skončil přesvědčivým Caesarovým vítězstvím. Po této zničující porážce hledal Pompeius podobně jako většina ostatních senátorů záchranu v útěku. V Mytiléně se setkal se svojí ženou Cornelií a synem Sextem Pompeiem. Jeho původní záměr – uprchnout k Parthům – mu rozmluvili přátelé, kteří mu doporučili odejít do Egypta. Zde byl ale Pompeiův osud rozhodnut rádci mladého krále Ptolemaia XIII.
Zatímco Pompeius vyčkával po přistání v Egyptě na audienci u krále, radili se velitel vojska Achillas a správce státní pokladny Potheinos, jak se vůči poraženému Caesarovu nepříteli zachovat. Strachovali se, že pokud Pompeiovi poskytnou azyl, podnítí tím Caesara k výpravě do Egypta. Králův učitel Theodotos prý přišel s návrhem, aby Pompeia zavraždili, což bylo posléze schváleno. Pompeius byl vylákán na malou loďku, jež ho měla údajně dopravit ke králi. Pompeiovi se prý zdálo všechno podezřelé, zvlášť když během plavby rozpoznal v jednom ze svých průvodců římského vojáka, jenž bojoval pod jeho velením. Ten pak Pompeiovi jako první zasadil ránu dýkou, načež se přidali i ostatní. Po setnutí hlavy bylo jeho tělo zanecháno nestřežené a nahé na břehu, kde dal jeden z Pompeiových propuštěnců jménem Philipus postavit prostou pohřební hranici, na níž bylo Pompeiovo tělo spáleno. Nedlouho nato dorazil do Egypta Caesar. Jako dar na uvítanou mu byla předána v koši zabalená Pompeiova hlava, ovšem Caesar nebyl potěšen pohledem na svého rivala a někdejšího spojence, zavražděného zrádci. Plútarchos popisuje, že když otrok předložil Caesarovi Pompeiovu hlavu, odvrátil prý Caesar svůj zrak a poté, co mu byl předán Pompeiův prsten, měl propuknout v pláč. Brzy po této události byl Ptolemaios XIII. sesazen a Potheinos popraven. Pompeiův popel a prsten předal Caesar jeho manželce Cornelii, která je následně přepravila na své statky v Itálii.
Pompeius byl v mnoha ohledech výjimečný muž, který díky svému úsilí dosáhl mimořádných úspěchů, přesto pozbyl svoji moc i vliv a nakonec byl proradně zavražděn. Jeho život, tak jak je vykreslován římskými historiky, by byl však příliš dobrý na to, aby byl pravdivý. Pompeius byl po svém zavraždění idealizován jako tragický hrdina a obránce republiky, který jí umožnil naposledy se zaskvět v celé své slávě. Plútarchos ho v této souvislosti vylíčil jako římského Alexandra, ryzího srdce a mysli, zničeného cynickými ambicemi lidí, kteří ho obklopovali. Jak však poznamenal Appiános, „od svých třiadvaceti let do padesáti osmi měl nepřetržitě neomezenou moc, ačkoli chtěl v roli Caesarova protivníka budit zdání, že je zastáncem demokracie.“